# Fist of the North Star: Lost Paradise
Fist of the North Star: Lost Paradise (北斗が如く?, Hokuto ga Gotoku) è un videogioco di avventura dinamica sviluppato e distribuito da SEGA esclusivamente per PlayStation 4, basato sul manga e anime Ken il guerriero di Buronson e Tetsuo Hara. Il gioco è uscito in Giappone l'8 marzo 2018, e nel resto del mondo il 2 ottobre 2018. Come fa intendere il titolo originale, il gioco è un crossover fra la serie Yakuza e Ken il guerriero. Gli eventi del gioco sono ambientati poco dopo il primo scontro di Kenshiro contro Shin, ma gli eventi successivi della storia sono completamente differenti rispetto alla storia originale, in quanto, come dichiarato dai creatori, il gioco è ambientato in un universo alternativo. 

## Modalità di gioco
Il gioco è un'avventura dinamica in terza persona, dove il giocatore impersona Kenshiro in un gioco simile a Yakuza (in quanto entrambi i giochi prodotti dalla stessa casa di produzione), esplorando la città di Eden e combattendo contro numerosi nemici e addirittura delle boss fight, spesso con dei quick time event, il tutto in una storia inedita nel mondo di Ken il guerriero. Vi sono numerosi minigiochi, tra cui barista, baseball, gare di corsa, perfino giochi arcade come Hokuto no Ken per Sega Master System, Space Harrier, Out Run e Super Hang-On.

## Doppiaggio
A differenza di quasi tutti i giochi Yakuza (eccetto il primo omonimo videogioco), Lost Paradise presenta sia un doppiaggio inglese che giapponese. Da notare anche che tutti i doppiatori giapponesi presenti hanno prestato la loro voce anche a molti personaggi dei giochi Yakuza stessi (ad esempio, Kenshiro è doppiato dalla stessa voce giapponese di Kazuma Kiryu, mentre Jagger è doppiato dallo stesso doppiatore di Goro Majima, e Raoul dallo stesso di Ryuji Goda).
| Personaggio   | Doppiatore giapponese | Doppiatore inglese |
| ------------- | --------------------- | ------------------ |
| Kenshiro      | Takaya Kuroda         | Robbie Daimond     |
| Shin          | Kazuhiro Nakaya       | Greg Chun          |
| Yuria         | Aya Hisakawa          | Sarah Williams     |
| Raoh          | Masami Iwasaki        | Patrick Seitz      |
| Rei           | Toshiyuki Morikawa    | Christ Hackney     |
| Toki          | Shunsuke Sakuya       | Kirk Thornton      |
| Airi          | Ryōko Shiraishi       | Carrie Keranen     |
| Rihaku        | Kazuhiro Yamaji       | Kyle Hebert        |
| Jagi          | Hidenari Ugaki        | Edward Bosco       |
| Uighur        | Naomi Kusumi          | Paul St. Peter     |
| Souther       | Hiroki Tōchi          | Greg Chun          |
| Xsana         | Miyuki Sawashiro      | Allegra Clark      |
| Jagre         | Kenta Miyake          | Imari Williams     |
| Laila         | Aya Hisakawa          | Lauren Landa       |
| Nadai         | Masato Obara          | Christopher Bevins |
| Targa         | Yūichi Nakamura       | Mick Wingert       |
| Mamiya        | Miyuki Kawasho        | Lauren Landa       |
| Bat           | Shunzo Miyasaka       | Brian Beacock      |
| Lin           | Rie Kugimiya          | Xanthe Huynh       |
| Voce narrante | Kōichi Yamadera       | Taliesin Jaffe     |

## Accoglienza
| Testata                          | Giudizio                  |
| -------------------------------- | ------------------------- |
| Metacritic (media al 30-01-2020) | 72/100 (su 42 recensioni) |
| Destructoid                      | 6/10                      |
| Famitsū                          | 35/40                     |
| Game Informer                    | 7/10                      |
| GameSpot                         | 8/10                      |
| Mulitplayer.it                   | 7.5/10                    |
| Spaziogames                      | 8.4/10                    |

Il gioco, in Giappone, ha ricevuto un'accoglienza positiva, grazie a voti come 35/40 della Famitsū.
Nella prima settimana d'uscita in Giappone, ha venduto 123 166 copie, superando Monster Hunter: World della Capcom al primo posto nelle vendite.